# EOS 메모리
EOS 메모리(EOS memory, ECC on SIMMs)는 SIMM에 빌드되는 오류 정정 메모리 시스템으로, 내장 ECC 메모리 지원 없이 서버 계열 컴퓨터를 업그레이드하기 위해 사용된다. EOS SIMM 그 자체는 오류 검사를 하며 ECC 메모리 모듈과 지원이 필요하지 않다. 이 기술은 1990년대 중반에 IBM이 도입하였다.